# Züngüləş
Züngüləş è un comune dell'Azerbaigian situato nel distretto di Astara. Conta una popolazione di 554 abitanti.